# Źródło proroka Elizeusza

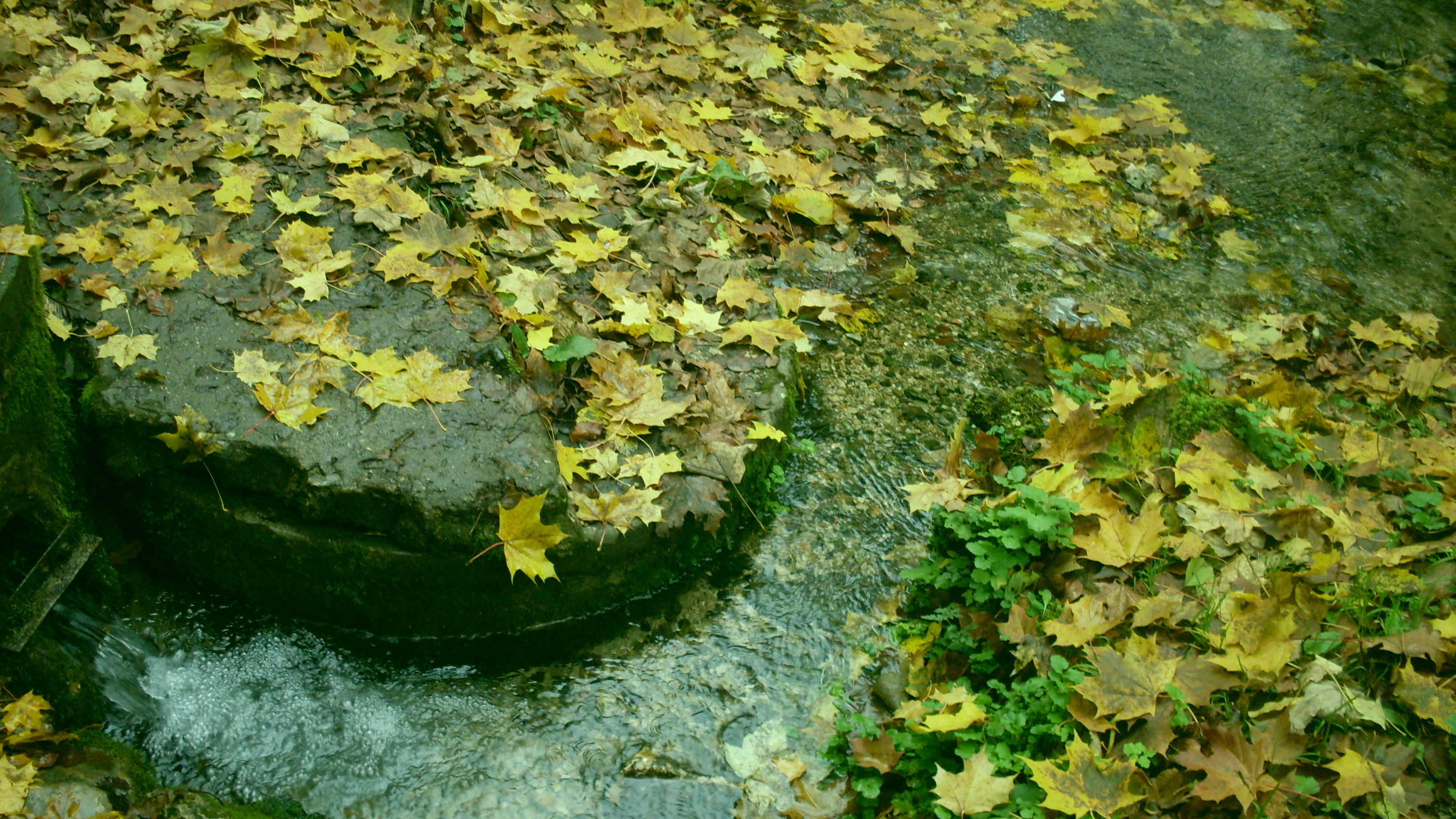
Źródło

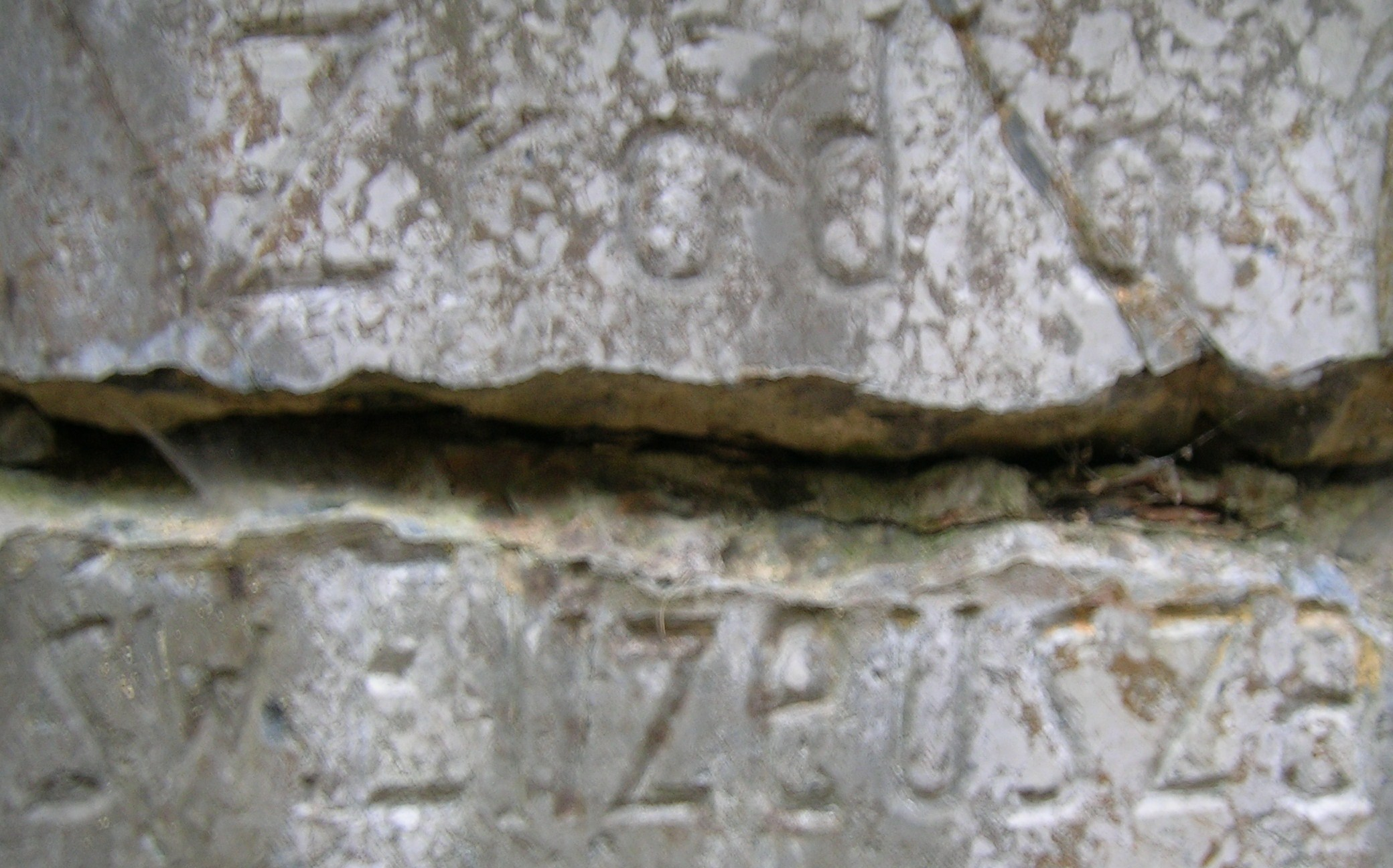
Napis

Źródło proroka Elizeusza (Źródło św. Elizeusza) – źródło w Dolinie Eliaszówki na Wyżynie Olkuskiej (część Wyżyny Krakowsko-Częstochowskiej), w obrębie rezerwatu przyrody Dolina Eliaszówki. Znajduje się w północno-wschodniej części wsi Czerna, w  województwie małopolskim, w powiecie krakowskim, w gminie Krzeszowice.
Źródło znajduje się na wysokości 310 m n.p.m., poniżej klasztoru w Czernej i Diabelskiego Mostu, po lewej (wschodniej) strony drogi z Krzeszowic przez Gorenice do Olkusza, przy dawnym południowym murze klasztornym, który przebiegał w poprzek tej drogi.
Nazwa źródła wywodzi się od biblijnego proroka Elizeusza. Z tego źródła pobliski klasztor czerpie wodę dla swoich potrzeb, powyżej źródła stoi niewielki budynek, który pompuje wodę do klasztoru. Powyżej źródła proroka Elizeusza – na wschód – znajduje się wąwóz Mazurowe Doły.
W Dolinie Eliaszówki powyżej Źródła Elizeusza znajduje się Źródło proroka Eliasza, a poniżej Źródło św. Józefa.

## Szlaki turystyczne
– pieszy z Olkusza przez Dolinę Eliaszówki i rezerwat przyrody oraz Dolinę Racławki do Paczółtowic.
 – niebieski z Krzeszowic przez Bartlową Górę, Dolinę Eliaszówki, Dębnik i Siedlec do Krzeszowic.